# Гастингс, Лоуренс, 1-й граф Пембрук
Лоуренс Гастингс (англ. Lawrence Hastings; 20 марта 1320 — 30 августа 1348, Абергавенни) — английский аристократ, 1-й граф Пембрук (с 1339 года), 3-й барон Гастингс и 18-й барон Абергавенни с 1325 года. Участвовал в Столетней войне, умер молодым во время эпидемии Чёрной смерти.

## Биография
Лоуренс Гастингс принадлежал к знатному роду, известному с конца XI века. Его предки сосредоточили в своих руках обширные земли в Центральной Англии, Валлийской марке и Уэльсе, а с 1295 года носили баронский титул. Лоуренс был единственным ребёнком Джона, 2-го барона Гастингса, и Джулианы Лейбёрн. Он родился 20 марта 1320 года; в возрасте пяти лет, потеряв отца, стал 3-м бароном Гастингс и номинальным владельцем всех семейных поместий. Кроме того, Лоуренс унаследовал часть земель своего двоюродного деда Эмера де Валенса, 2-го графа Пембрук. Его имуществом управляли опекуны: сначала фаворит Эдуарда II Хью ле Диспенсер Младший, после его свержения — новый король Эдуард III, а потом Уильям Клинтон, граф Хантингдон, второй муж матери Лоуренса.
В 1332 году Гастингс упоминается как один из эсквайров королевы Филиппы. В 1338—1339 годах, в начале Столетней войны, он участвовал в военных действиях во Фландрии, и король Эдуард III наградил его единовременной выплатой 100 марок и ежегодным пенсионом в 200 марок, а 4 февраля 1339 года раньше срока передал ему в управление родовые земли Гастингсов. 13 февраля 1339 года король пожаловал Лоуренсу титул графа Пембрук, поскольку тот был внуком старшей сестры предыдущего графа, Эмера де Валенса, умершего без законных наследников. 16 ноября того же года Гастингс был впервые вызван в парламент в новом качестве.
В последующие годы Гастингс предположительно участвовал в морской битве при Слейсе (1340 год), в осаде Турне и походе в Шотландию (1341—1342 годы). Он наделил многих своих приближённых землями в Пембрукшире, сделав их таким образом своими вассалами. В 1342—1343 годах граф участвовал в войне за бретонское наследство, в 1345 году вместе с Генри Гросмонтом, графом Дерби, переправился в Аквитанию, где тоже шли боевые действия. Гастингс принял участие во взятии Бержерака, а на поле битвы при Обероше, удачной для англичан, не успел, и это его расстроило: в бою он мог бы захватить знатных пленников и потом получить за них выкуп. Присоединившись к графу Дерби на следующий день после сражения, Пембрук высказал ему свои претензии. В 1346 году Гастингс успешно защищал Эгийон от герцога Жана Нормандского (будущего короля Франции Иоанна Доброго), а в конце года вернулся в Англию, причём в пути чудом спасся во время страшного шторма. Вскоре после этого он опять переправился во Францию и принял участие в осаде Кале. В 1347 году вместе с Уильямом де Богуном, графом Нортгемптон, Гастингс командовал флотом, который блокировал французские порты.
Лоуренс Гастингс умер совсем молодым в 1348 году (предположительно от чумы). Незадолго до смерти он вернулся в Англию и составил завещание. Его тело похоронили в Абергавенни.

## Семья
Лоуренс Гастингс женился 28 мая 1348 года, за три месяца до смерти, на Агнессе Мортимер, дочери Роджера Мортимера, 1-го графа Марч, и Джоан де Женевиль. В этом браке родился только один сын, Джон, ставший 2-м графом Пембрук.